# Stéphane Pencréac'h
Pour les articles homonymes, voir Pencreac'h.
Stéphane Pencréac'h, né à Paris le 28 février 1970 à Paris, est un peintre français.

## Biographie
Après des études d'histoire à l'université Paris VII, Stéphane Pencréac’h entreprend, au début des années 1990, un travail de peinture, de sculpture, de dessin, en organisant lui-même des expositions. Ses premières expositions ont lieu à la fin de ces années-là.
Son travail, imprégné d'érotisme et de sensualité, très sensible aux autres cultures et aux contradictions de l'époque, se situe aux frontières d'un expressionnisme revisité de façon très personnelle. Son talent est reconnu par de nombreux critiques comme Philippe Dagen (Le Monde), Jacques Bouzerand (Le Figaro), Richard Leydier (Art Press)…[réf. nécessaire]
Stéphane Pencréac'h a travaillé avec certaines des plus importantes galeries françaises comme la galerie Beaubourg fondée par Pierre Nahon, la galerie Anne de Villepoix, et la galerie Vallois fondée par Robert Vallois.
Il est, en 2012, l'un des initiateurs du mouvement sous-réaliste, avec l'artiste serbe Vuk Vidor et l'artiste franco-américain Kosta Kulundzic, monté en réaction à la conceptualisation de la peinture contemporaine : pour ces artistes, l'image doit primer sur l'idée et non l'inverse.
Au printemps et à l'été 2014, le MAMAC de Nice lui consacre une exposition, « Peinture d'Histoire » pour laquelle il puise son inspiration dans les mouvements de révolte connus sous le nom de Printemps arabe.
En mars 2021, Stéphane Pencréac’h et la galerie Vallois font don de Paris (11 janvier 2015) au musée d'Art moderne de Paris. Cette œuvre monumentale (200 x 600 cm) restitue les attentats perpétrés dans la capitale dans les locaux de Charlie Hebdo et à l’Hyper Cacher de la porte de Vincennes. Ce triptyque a été exposé pour la première fois lors de l’exposition « Stéphane Pencréac’h : œuvres monumentales » à l’Institut du monde arabe, de mai à juillet 2015.
Le 17 avril 2021, il crée sa première œuvre NFT titrée Why Not Sneeze a second time?.

## Expositions

### Expositions personnelles (sélection)
- 2000 : « Le paradis est un endroit où il ne se passe jamais rien », galerie Hoffman, Paris
- 2001 : « Arabitude », commissaire : Jessy Mansuy-Leydier, Paris – « Je vous attendais », 1994-1996, galerie Trafic, Ivry-sur-Seine
- 2002 : « Peinture etc. », galerie Beaubourg, château Notre-Dame des Fleurs, Vence – « Portraits », musée Marc-Chagall, Nice
- 2003 : « Dessins etc. », galerie Métropolis, Lyon – « Stéphane Pencréac’h dans le sud », centre d’art contemporain, Sérignan, et LAC, Sigean
- 2004 : « Cadavres, peintures de 1994 à 1996 », galerie Trafic, Ivry-sur-Seine – « Le Jugement Dernier », Le creux de l’enfer, centre d’art contemporain, Thiers – « Painting with L.A.TITUDE », Los Angeles – « Zencréac’h », galerie Charlotte Moser, Genève – « Zencréac’h », centre d’art contemporain de Cesson-Sévigné
- 2005 : « Sublimation : la vie pendant la guerre », galerie Anne de Villepoix, Paris
- 2006 : « Hotel Pencréac’h », galerie Hambursin-Boisanté, Montpellier
- 2009 : galerie Frisch, Berlin – « Mirador », galerie Hambursin-Boisanté, Montpellier
- 2010 : « Le début, le milieu, la fin », galerie Hambursin-Boisanté, Montpellier – « Pain is love », galerie Anne de Villepoix, Paris — « La Passion », carré Sainte-Anne, Montpellier
- 2012 : « Exposition personnelle » (peintures et sculptures), galerie Anne de Villepoix, Paris
- 2012 : « L'Enfer », atelier Michael Woolworth, Paris
- 2013 : « The Solo Project », Mazel Galerie, Bâle
- 2014 : « Peinture d'Histoire », MAMAC, Nice
- 2014 : « Khaos - Naos » (sculptures), galerie Vallois, Paris
- 2015 : « Œuvres Monumentales », Institut du monde arabe, Paris
- 2019 : « Via Crucis », espace d’art contemporain André-Malraux et musée Unterlinden, Colmar
- 2020 : « La Grande Illusion », Galerie Vallois, Paris.

### Expositions collectives (sélection)
- 1996 : « The exodus has begun », Paris – « Crise, rupture, dépassement », Paris – « Moi, Gouéry et les autres », Paris – « Pour en finir en beauté », galerie Jordan et Devarrieux, Paris
- 1997 : « Je t'aime », Paris
- 1998 : « Trafic d'influences », Espace Paul Ricard – « Pour un objet dard », Paris
- 1999 « Le Big Crunch », commissaire : Richard Leydier, galerie Serge Aboukrat, Paris – « Action Directe 2 », Paris – « Action Directe 1 », Paris
- 2000 : « Le Big Crunch 2 », commissaire : Richard Leydier, La Box, Bourges – « Zéro/Zéro », Cologny, Genève
- 2001 : FIAC, galerie Beaubourg, Paris – « Narcisse blessé », passage de Retz, Paris, commissaire : Jean-Michel Ribette – « Desire », Ursula Blickle Stiftung, Kraichtal, Allemagne
- 2002 : FIAC, galerie Beaubourg, Paris – « Urgent painting », ARC, Musée d’art moderne de la Ville de Paris – « Cussol, Pencréac’h, Xiao Fan », galerie Charlotte Moser, Genève – « Desire », musée d’Art moderne de Bologne, commissaire : Peter Weiermair
- 2003 : FIAC, galerie Beaubourg, Paris – « Wild, Weird and Whimsical », commissaire : Deborah Zafman, Los Angeles – « Corpet, Desgrandchamps, Pencréac’h, Tatah », galerie Metropolis, Lyon – « Pour l’Amour de Vénus », commissaires : Jessy Mansuy-Leydier, donjon de Vez
- 2004 : « Collection de l’ADIAF », musée des Beaux-Arts de Tourcoing – « Tapin », galerie Deborah Zafman[6], Paris – « Un privé au Triage », centre d’art contemporain le Triage, Nanterre – « Mauvais Genre », école des Beaux-Arts de Rouan – Art Bruxelles, foire d’art contemporain – « Ronan Barrot, Stéphane Pencréac’h », Vacances Bleues, Marseille – « La Chine », galerie Deborah Zafman, Paris
- 2005 : « Prix de peinture contemporaine européenne », Frissiras Mueum, Athènes – « My favorite things, la peinture en France », musée d’art contemporain de Lyon – « Léda », galerie Trafic, Ivry-sur-Seine
- 2006 : « La Force de l'art », Grand Palais, Paris – Armory show – Art Brussels – Les Abattoirs, Toulouse – Biennale de céramique, Vallauris – « Barrot Pencreac’h Picasso », Musée national Picasso, Vallauris – « Funny Games – Dead Serious », Ferenbalm-Gurbrü Station, Karlsruhe, Allemagne – « Peinture Malerei », Martin-Gropius-Bau, Berlin, Allemagne
- 2007 : « Dialogues méditerranéens », Saint-Tropez – « Babylone », galerie Eric Mircher, Paris
- 2009 : « Sortilège », avec Vanessa Fanuele, Cristine Guinamand, Klara Kristalova, Myriam Mihindou et Wangechi Mutu, Fondation d'art contemporain Salomon
- 2010 : « La belle peinture est derrière nous », Sanat Limani-Antrepot 5, Istanbul (Turquie)
- 2012 : « La belle peinture est derrière nous[7] », Le Lieu unique, Nantes
- 2013 : « Sign of the time », Carré Saint-Anne, Montpellier (commissariat Richard Leydier) – Fondation Maeght, Collection Bernard Massini, Saint-Paul-de-Vence (commissariat Olivier Kaeppelin) – « UndeREALisme », Centre d'art contemporain ACentMètresduCentreduMonde[8], Perpignan
- 2014 : Salon Drawing Now, Mazel Galerie, Carreau du Temple, Paris
- 2016 : « Résonance. De l'original au multiple », Centre Cristel Éditeur d'Art, Saint-Malo, du 30 janvier au 19 mars 2016[9]

- 2023 : « Immortelle. La vitalité de la jeune peinture figurative française »[10], commissariat de Numa Hambursin et Amélie Adamo, MO.CO., Montpellier